# Xavier de Montépin
Pour les articles homonymes, voir Montépin.
Xavier-Henry Aymon de Montépin, né le 10 mars 1823 à Apremont (Haute-Saône) et mort le 30 avril 1902 dans le 16e arrondissement de Paris, est un romancier populaire français.

## Biographie
Fils d'un officier de la Garde Royale, et neveu du pair de France Jules Aymon de Montépin, Xavier-Henry Aymon de Montépin est auditeur à l'École des chartes. En 1848, il crée un journal, Le Canard, et participe à deux autres journaux contre-révolutionnaires : Lampion et Pamphlet.
Xavier de Montépin, auteur de romans-feuilletons, s'illustre dans le drame populaire. Il est notamment l'auteur de l'un des best-sellers du XIXe siècle, La Porteuse de pain, paru en feuilleton dans Le Petit Journal du 15 juin 1884 au 17 janvier 1885, qui sera par la suite adapté successivement au théâtre, au cinéma et à la télévision.
Le Médecin des pauvres, paru en feuilleton de janvier à mai 1861 dans le journal illustré Les Veillées parisiennes, est le plagiat d'un roman historique de Louis Jousserandot, un avocat républicain. Jousserandot et Montépin s'assignent mutuellement en justice. Le procès a lieu en janvier 1863. Les deux plaignants sont renvoyés dos à dos et condamnés tous deux aux dépens. Mais la défaite est bien du côté de Jousserandot, l'ancien proscrit républicain qui a bien peu de chances de gagner face au riche et célèbre Xavier de Montépin, adulé des lecteurs et politiquement proche du pouvoir impérial en place.
Les Filles de plâtre, paru en 1855, fait également scandale et vaut à Montépin l'année suivante une condamnation à trois mois d'emprisonnement et 500 francs d'amende pour obscénité.
Xavier de Montépin, comme beaucoup d'auteurs à succès de son époque qui produisaient du roman-feuilleton « au kilomètre », avait recours à un ou plusieurs « nègres » ; on connaît le nom de l'un d'entre eux : Maurice Jogand.
De 1882 à sa mort en 1902, il vécut dans un hôtel particulier (depuis disparu) 12 rue Adolphe-Yvon (16e arrondissement de Paris).
Montépin repose au cimetière ancien (cimetière communal de l'Ouest), 6e division, de Boulogne-Billancourt, dans les Hauts-de-Seine, à côté de la tombe de sa femme, Louise Lesueur, et de celle de Caroline Lesueur.

## Principaux romans

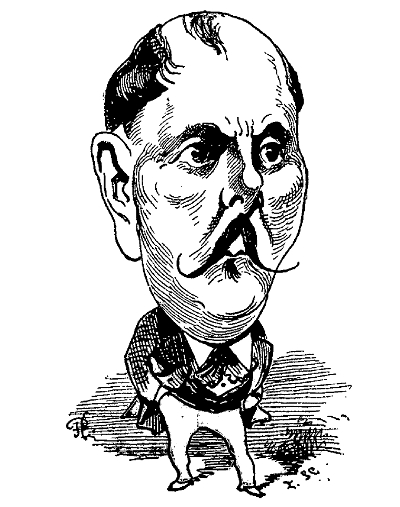
Caricature de Xavier de Montépin parue en 1875 dans Le Trombinoscope de Touchatout.

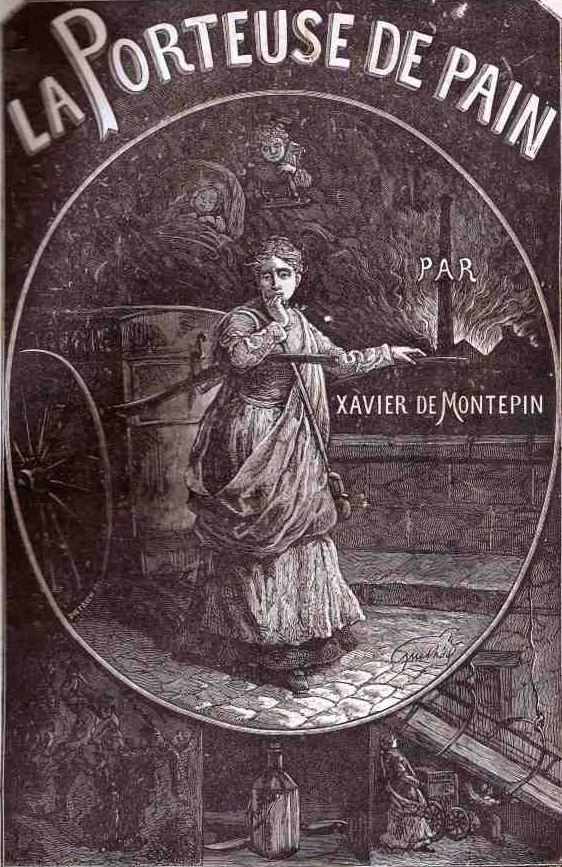
La Porteuse de pain publié en fascicules par H. Geffroy (avant 1903), dessin de Guilliod.

- Les Chevaliers du lansquenet (1847)
- Les Amours d'un fou (1849)
- Les Confessions d'un bohême (1849)
- Les Filles du saltimbanque (1849)
- Brelan de dames (1850)
- La Baladine (1851)
- Le Loup noir (1851)
- Geneviève Galliot (1852)
- Les Viveurs de Paris (1852)
- L'Épée du commandeur (1852)
- L'Auberge du Soleil d'or (1853)
- Un gentilhomme de grand chemin (1853)
- Les Valets de cœur (1853)
- Mademoiselle Lucifer (1853)
- Les Filles de plâtre (1855)
- La Perle du Palais-royal (1855)
- Le Château des fantômes (1855)
- Les Filles de plâtre. Les Trois Débuts (1856)
- La Syrène (1856)
- Les Deux Bretons (1857)
- Le Masque rouge (1858)
- L'Officier de fortune (1858)
- Les Pécheresses. Pivoine et Mignonne (1858)
- Les Viveurs de province (1859)
- La Comtesse Marie (1859)
- Le Château de Piriac (1859)
- La Maison rose (1859)
- Les Chevaliers du poignard (1860)
- La Fille du maître d'école (1860)
- Les Marionnettes du diable (1860)
- Un mystère de famille (1860)
- Le Compère Leroux (1860)
- Une fleur aux enchères (1860)
- Le Médecin des pauvres (1861)
- Le Parc aux biches (1862)
- Les Compagnons de la torche (1862)
- Les Métamorphoses du crime (1863)
- L'Amour d'une pécheresse (1864)
- L'Héritage d'un millionnaire (1864)
- Le Drame de Maisons-Laffitte (1864)
- Les Pirates de la Seine (1864)
- Les Amours de Vénus (1864)
- Bob le pendu (1864)
- Les Mystères du Palais-royal (1865)
- La Fille du meurtrier (1866)
- Le Moulin rouge (1866)
- La Sirène (1866)
- La Maison maudite (1867)
- La Femme de Paillasse. La voyante (1873)
- L'Amant d'Alice (1873)
- La Comtesse de Nancey (1873)
- Le Mari de Marguerite (1873)
- Les Confessions de Tullia (1873)
- La Voyante (1873)
- Le Bigame (1874)
- Le Pendu (1874)
- Les Enfers de Paris (1874)
- La Maîtresse du mari (1876)
- Les Tragédies de Paris (1876)
- La Sorcière rouge (1876)
- L'Agent de police (1877)
- La Traite des blanches (1877)
- La Bâtarde (1877)
- Deux Amies de Saint-Denis (1878)
- La Femme de Paillasse (1878)
- Le Médecin des folles (1879)
- La Dame de pique (1879)
- Le Médecin des folles (1879)
- Le Fiacre n ̊ 13 (1880)
- Les Filles de bronze (1880)
- Le Dernier des Courtenay (1880)
- La Fille de Marguerite (1881)
- Son Altesse l'Amour (1881)
- Mam'zelle Mélie (1881)
- Madame de Trèves (1882)
- Les Pantins de madame le Diable (1882)
- Le Dernier Duc d'Hallali (1883)
- La Porteuse de pain (1884-1887)
- Deux Amours : Hermine (1885)
- Deux Amours : Odille (1885)
- Le Testament rouge (1888)
- Le Marchand de diamants (1889)
- Marâtre : la fille du fou (1889)
- Le Mariage de Lascars (1889)
- Les Drames de l'épée (1890)
- La Dame aux émeraudes (1891)
- Les Conquêtes de Narcisse Mistral (1894)
- La Demoiselle de compagnie (1900)
- Chanteuse des rues (1900)
- Le Marquis d'Espinchal (1902)